# Siciliano

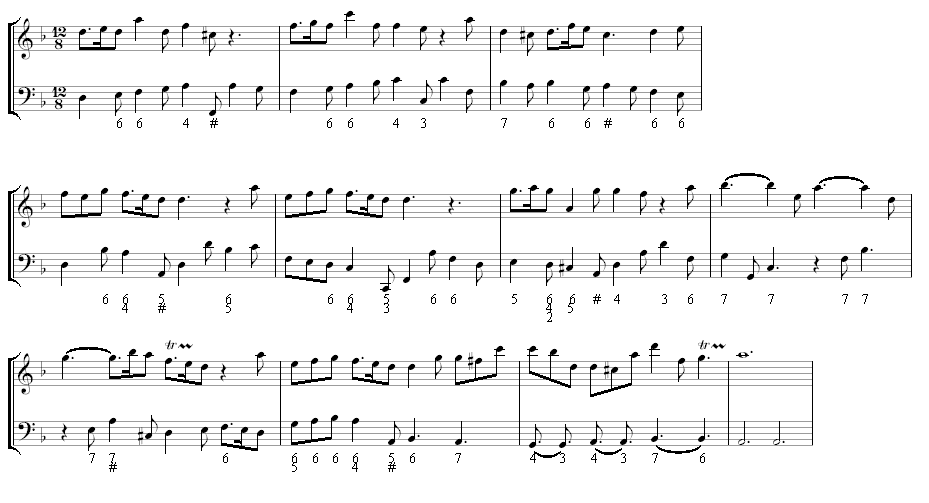
Siciliana Georg Friedrich Händeltől

Siciliano vagy siciliana olyan zenemű neve, mely gyöngéd, behízelgő pasztorálszerű dallamossággal tűnik ki, és a szicíliai népdalok énekmodorára, táncritmusára támaszkodik. Rokon a régi „pásztori” kompozíciókkal, így a piffero nevű olasz népies karácsonyi játékok zenéjével, valószínűleg abból is fejlődött.
Ez egy karakterisztikus szonáta- vagy versenymű tételforma a barokk korból. Néha későbbi stílusokban, például a kora klasszikában is lehet vele találkozni (Mozart: Zongoraverseny No. 13. III. tétel)
Főbb ismertetőjegyei:
- Szeretetteljes, ám fájdalmas melódia,
- 6/8-os vagy 12/8-os ütemmutató, ringatózó ritmus. A frazeálás 3/8-onként történik, emellett gyakoriak a szinkópák.